# Huey Lewis
Huey Lewis, vlastním jménem Hugh Anthony Cregg III. (* 5. července 1950 New York) je americký hudebník, skladatel a příležitostný herec. Umí hrát na harmoniku a je frontman kapely Huey Lewis & The News. Kapele napsal většinu hitů. Kapela měla hity jako „I Want a New Drug” či „The Power of Love”. Lewis se narodil v New Yorku matce s polskými kořeny Magdě Creggové a irskému Američanovi z Bostonu.

## Filmografie

### Filmy
- 1985 "Návrat do budoucnosti I" (cameo role)
- 2000 "Duets" (Ricky Dean)

### Seriály
- 2002 "Just Shoot Me!" (Gary Rosenberg)

### Late Show pořady
- 2003 Late Night with Conan O'Brien (hudebník)[3]

## Diskografie

### Alba
- 1988 Oliver & Company soundtrack
- 1995 Come Together: America Salutes The Beatles
- 2000 Duets soundtrack

### Singly
- 2000 "Cruisin'" (w/ Gwyneth Paltrow)
- 2008 "Workin' for a Livin'" (w/ Garth Brooks)